# Oxyopes saganus
Oxyopes saganus là một loài nhện trong họ Oxyopidae.
Loài này thuộc chi Oxyopes. Oxyopes saganus được Friedrich Wilhelm Bösenberg & Embrik Strand miêu tả năm 1906.